# Cuiambuca vacabrava
Espèce
Cuiambuca vacabrava est une espèce d'araignées aranéomorphes de la famille des Sparassidae.

## Distribution
Cette espèce est endémique du Brésil. Elle se rencontre au Sergipe et au Paraíba.

## Description
Le mâle holotype mesure 6,0 mm et la femelle paratype 7,6 mm.

## Systématique et taxinomie
Cette espèce a été décrite par Rheims en 2023.

## Étymologie
Son nom d'espèce lui a été donné en référence au lieu de sa découverte, Vaca Brava.

## Publication originale
- Rheims, 2023 : « Cuiambuca gen. nov., a new genus of Sparianthinae spiders (Araneae: Sparassidae) from Brazil. » European Journal of Taxonomy, vol. 856, p. 152-169 (texte intégral).